# Гомиашвили, Нина Арчиловна
Ни́на Арчи́ловна Гомиашви́ли (род. 7 октября 1972, Сухуми) — советская актриса театра и кино, фотограф, галерист, дочь актёра Арчила Гомиашвили.

## Биография
Родилась 7 октября 1972 года в Сухуми. Рано начала сниматься в кино (фильмы «Раннее, раннее утро», «Тайна Снежной королевы»), в театре (спектакль «Я женщина» с Верой Алентовой).
Училась в Школе-студии МХАТ, но с 4-го курса ушла, училась во ВГИКе на курсе Алексея Баталова.
Затем уехала в Нью-Йорк, где окончила университет (отделении фотографии в Parsons School of Design) и стала фоторепортёром.
По возвращении в Москву стала фотографом, галеристом.
В 2007 году вместе с Ириной Меглинской открыла на «Винзаводе» фотогалерею «Победа» (в 2010 году Гомиашвили стала единственным владельцем галереи, которая переехала на территорию фабрики «Красный октябрь»). Организует выставки в диапазоне от архивов «Советского экрана» до Эллен фон Унверт и Джона Ранкина.
Фотоиллюстрации Нины Гомиашвили сопровождают книгу «Гурманиада. Италия. Кулинарный путеводитель», кулинарный путеводитель «Грузия. Первое, второе, третье».

## Семья
- Отец — Арчил Гомиашвили (1926—2005), актёр.
- Мать — Татьяна Фёдоровна, в девичестве Кузьменкова,  балерина[2].
- Сестра — Екатерина Гомиашвили (род. 1978), дизайнер.
- Единокровный брат — Зураб, инженер.
- Единокровный брат — Михаил (1961—2022), актёр.
- Дочь — Анастасия (род. 1992).

## Фильмография
- 1983 — Раннее, раннее утро — Надежда Арсеньева (Динка)
- 1986 — Чегемский детектив — дочь Кязыма
- 1986 — Тайна Снежной королевы — Герда
- 1987 — Шантажист — Аня Анохина

## Роли в театре
- 1984 — Я женщина (Московский драматический театр имени А. С. Пушкина, реж. Борис Морозов)